# Albrecht von Wallenstein
Albrecht Wenzel Eusebius von Wallenstein (phát âmⓘ) (tiếng Séc: Albrecht Václav Eusebius z Valdštejna) (24 tháng 9 năm 1583 – 25 tháng 2 năm 1634), còn gọi là von Waldstein, là nhà lãnh đạo quân sự và chính trị người Čechy, đã phục vụ dưới quyền Hoàng đế La Mã Thần thánh Ferdinand II và chỉ huy đội quân từ 3 vạn đến 10 vạn người của Hoàng đế trong cuộc Chiến tranh Ba Mươi năm (1618-48). Ông đã trở thành Tổng tư lệnh các đạo quân của Nền quân chủ Habsburg và là một nhân vật quan trọng trong Chiến tranh Ba Mươi năm.
Là một tổng thống lĩnh của đế chế ở trên bộ, và Đô đốc của Biển Baltic từ ngày 21 tháng 4 năm 1628, người đã tự phong làm nhà trị vì của các phần đất thuộc Công quốc Friedland ở phía bắc Čechy, Wallenstein đã bị bãi miễn vào ngày 13 tháng 8 năm 1630 do Ferdinand lo ngại trước tham vọng của ông. Tuy nhiên, những chiến thắng của phe Kháng Cách trước các lực lượng Công giáo đã buộc Ferdinand phải triệu hồi Wallenstein, và ông một lần nữa xoay chuyển cục diện chiến tranh với lợi thế nghiêng về Đế chế. Bất bình trước cách đối đãi của Hoàng đế với ông, Wallenstein đã tính chuyện liên minh với phe Kháng Cách. Tuy nhiên, ông bị một chỉ huy quân đội là Walter Devereux ám sát tại Cheb ở Čechy, với sự ưng thuận của hoàng đế. Nhà soạn nhạc Bedřich Smetana đã tôn vinh Wallenstein trong bài thơ giao hưởng Doanh trại Wallenstein (1859), ban đầu được dự kiến là một khúc dạo đầu của một vở kịch do Schiller sáng tác.